# Noor Vidts
Noor Vidts (Vilvoorde, 30 de mayo de 1996) es una deportista belga que compite en atletismo.
Participó en dos Juegos Olímpicos de Verano, obteniendo una medalla de bronce en París 2024, en la prueba de heptatlón, y el cuarto lugar en Tokio 2020, en la misma prueba.
Ganó dos medallas de oro en el Campeonato Mundial de Atletismo en Pista Cubierta, en los años 2022 y 2024, una medalla de bronce en el Campeonato Europeo de Atletismo de 2024 y dos medallas en el Campeonato Europeo de Atletismo en Pista Cubierta, en los años 2021 y 2023, en la prueba de pentatlón.

## Palmarés internacional
| Juegos Olímpicos                     | Juegos Olímpicos      | Juegos Olímpicos  | Juegos Olímpicos |
| Año                                  | Lugar                 | Medalla           | Prueba           |
| ------------------------------------ | --------------------- | ----------------- | ---------------- |
| 2024                                 | París (Francia)       | Medalla de bronce | Heptatlón        |
| Campeonato Mundial en Pista Cubierta |                       |                   |                  |
| Año                                  | Lugar                 | Medalla           | Prueba           |
| 2022                                 | Belgrado (Serbia)     | Medalla de oro    | Pentatlón        |
| 2024                                 | Glasgow (Reino Unido) | Medalla de oro    | Pentatlón        |
| Campeonato Europeo                   |                       |                   |                  |
| Año                                  | Lugar                 | Medalla           | Prueba           |
| 2024                                 | Roma (Italia)         | Medalla de bronce | Heptatlón        |
| Campeonato Europeo en Pista Cubierta |                       |                   |                  |
| Año                                  | Lugar                 | Medalla           | Prueba           |
| 2021                                 | Toruń (Polonia)       | Medalla de plata  | Pentatlón        |
| 2023                                 | Estambul (Turquía)    | Medalla de bronce | Pentatlón        |